# Programa Ceará sem Fome
O Programa Ceará Sem Fome é uma iniciativa de combate à fome no estado do Ceará, realizada em conjunto pela Secretaria da Proteção Social (SPS) e pela Secretaria do Desenvolvimento Agrário (SDA), com o apoio de outros órgãos estaduais e municipais, além da participação da sociedade civil e do setor privado.
O programa foi instituído pela Lei n° 18.312 em 17 de fevereiro de 2023 que criou o programa e as Redes de Unidades Sociais Produtoras de Refeições (USPR). O objetivo do programa é o combate à fome no estado do Ceará, promover o acesso à alimentação saudável e nutritiva, valorizar a agricultura familiar no estado, incentivando a produção, distribuição e consumo de alimentos de cooperativas, associações e outros grupos de produção agroecológicas.
O programa conta com o Comitê Intersetorial de Governança, um órgão colegiado de caráter consultivo vinculado à Casa Civil, que reúne 19 secretarias estaduais, além do Instituto de Pesquisa e Estratégia Econômica do Ceará (IPECE), do Corpo de Bombeiros Militar do Ceará (CBMCE), da Coordenadoria Estadual de Defesa Civil, da Cruz Vermelha e do Conselho de Segurança Alimentar e Nutricional do Ceará (Consea-CE). A presidência do comitê é exercida pela primeira-dama do Ceará, Lia de Freitas, tendo como vice a vice-governadora e secretária da Proteção Social, Jade Romero.

## Rede de Unidades Sociais Produtoras de Refeições
A Rede de Unidades Sociais Produtoras de Refeições é composta pelo poder público e por instituições parceiras, responsáveis por gerenciar, produzir e distribuir as refeições destinadas aos beneficiários do Programa Ceará Sem Fome. Essas, cozinhas do programa localizadas tanto na capital quanto no interior do estado, funcionam de segunda a sexta-feira, ofertando uma refeição diária às pessoas atendidas. A administração das cozinhas é feita por unidades gerenciadoras selecionadas pelo Governo do Estado por meio de editais públicos, conforme os critérios estabelecidos pela legislação vigente.
Segundo a Secretaria do Desenvolvimento Agrário do Ceará, o estado conta com 1.300 cozinhas em funcionamento, sendo 374 localizadas em Fortaleza e 926 distribuídas pelo interior. Juntas, essas unidades produzem e entregam diariamente um total de 125.676 refeições para os beneficiários do Programa Ceará Sem Fome.

## Cartão Ceará sem Fome
O programa também conta com o Cartão Ceará Sem Fome, que permite a compra de alimentos, preferencialmente oriundos da agricultura familiar ou de pequenos comércios locais. O cartão possui um saldo mensal de trezentos reais e é destinado a pessoas em situação de pobreza ou extrema pobreza cadastradas como beneficiárias do Ceará Sem Fome.